# Nagroda Waltera Hoppsa
Nagroda im. Waltera Hoppsa (ang. Walter Hopps Award for Curatorial Achievement) – wyróżnienie przyznawane od 2001 roku przez Menil Collection w Houston. Patronem nagrody jest założyciel i pierwszy dyrektor. Walter Hopps był cenionym kuratorem, który przyczynił się do rozpowszechnienia sztuki współczesnej w amerykańskich galeriach.
To wyróżnienie przyznawane jest kuratorom w młodym i średnim wieku za ich wkład w rozwój sztuki współczesnej oraz osiągnięcia kuratorskie. Wraz ze statuetką przyznawane jest stypendium w wysokości 15 tys. dolarów.

## Odznaczeni
- 2001: Roger M. Buergel[4]
- 2005: Hamza Walker[5]
- 2006: Eungie Joo[6][7]
- 2009: Maria Lind[7][8]
- 2011: Adam Szymczyk[2]
- 2012: Cuauhtémoc Medina[3]
- 2015: Thomas J. Lax[9]
- 2017: Reem Fadda[10]